# 小行星6637
小行星6637（英語：6637 Inoue）是一颗围绕太阳公转的小行星。1988年12月3日，圓舘金、渡邊和郎在北见发现了此天体。
这颗小行星的绝对星等为221.3117909136334等。